# Hod HaSharon
Hod HaSharon (hebreiska: הוד השרון, חוד השרון, arabiska: هود هشارون) är en ort i Israel.   Den ligger i distriktet Centrala distriktet, i den norra delen av landet. Hod HaSharon ligger 57 meter över havet och antalet invånare är 43 185.
Terrängen runt Hod HaSharon är platt. Runt Hod HaSharon är det mycket tätbefolkat, med 1 632 invånare per kvadratkilometer. Närmaste större samhälle är Petaẖ Tiqwa, 8,0 km söder om Hod HaSharon. Trakten runt Hod HaSharon består till största delen av jordbruksmark.